# Arytrurides sordidata
Arytrurides sordidata là một loài bướm đêm trong họ Noctuidae.